# Unplugged in Boston
Unplugged in Boston è un live acustico della thrash metal band Megadeth. Il concerto è stato registrato il 9 maggio 2001 al Bill's Bar di Boston, Massachusetts, ma pubblicato solo cinque anni dopo.

## Tracce
1. Dread and the Fugitive Mind
2. Trust
3. Time: The Beginning
4. Use The Man
5. Punishment Due
6. Almost Honest
7. Promises
8. She-Wolf
9. Moto Psycho
10. Symphony of Destruction

## Formazione
- Dave Mustaine - chitarra e voce
- David Ellefson - basso
- Al Pitrelli - chitarra
- Jimmy DeGrasso - batteria